# Estado Soberano de Magdalena

1863 Estado de Magdalena

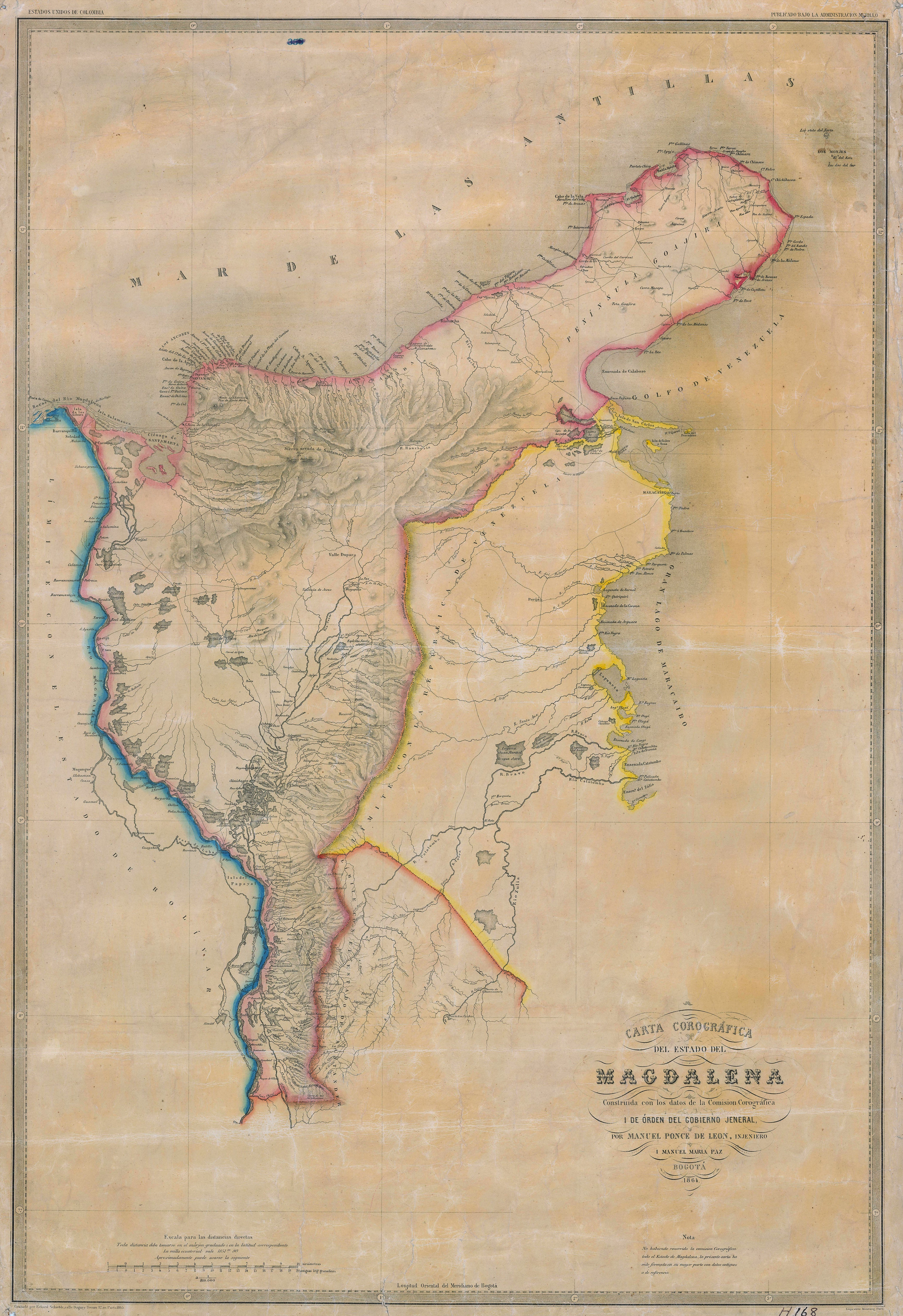
Estado Soberano de Magdalena

O Estado Soberano de Magdalena (em castelhano:  Estado del Magdalena) foi um dos Estados da Colômbia. Hoje, a área do antigo estado compõe a maioria das áreas modernas do departamentos de Magdalena, Cesar e La Guajira, norte da Colômbia.

## Províncias
- El Banco (província) (capital Aguachica)
- Padilla (província) (capital Riohacha)
- Santa Marta (província) (capital Santa Marta)
- Tenerife Província (capital Tenerife)
- Valledupar (província) (capital Valledupar)